# Акула куницева вітрильна
Куницева акула вітрильна (Gogolia filewoodi) — єдиний вид роду Гоголія родини Куницеві акули. Інші назви «вітрильна гладенька акула-собака», «гладенька гоголія». Рід отримав назву від назви річки Гоголія в Папуа Нова Гвінея, де було впіймано голотип цієї акули.

## Опис
Загальна довжина досягає 74 см. Голова відносно довга. Морда загострена. Очі великі, овальні, з мигальною перетинкою. Ніздрі мають маленькі носові клапани. Губні борозни короткі. Рот невеликий, сильно зігнутий. Зуби дрібні, мають нахил в бік пащі. У неї 5 пар зябрових щілин. Тулуб стрункий, подовжений. Грудні плавці великі, довгі. Має 2 спинних плавця, з яких передній значно більший за задній, на третину вищий за нього. Передній спинний плавець величезний, дуже широкий, нагадує вітрило. Звідси походить назва цієї акули. Передній спинний плавець починається навпроти середини грудних плавців й закінчується навпроти черевних плавців. Задній спинний плавець розташовано над анальним плавцем. Черевні плавці невеликі, дещо широкі. Анальний плавець менше за задній спинний плавець. Хвостовий плавець гетероцеркальний, з довгою верхньою лопаттю, яка має виїмку-«вимпел» на кінчику.
Забарвлення спини сіро-коричневе. Черево має світліший відтінок.

## Спосіб життя
Тримається на глибинах до 80 м, на острівних схилах. Полює біля дна, є бентофагом. Живиться дрібною костистою рибою, ракоподібними та головоногими молюсками.
Це яйцеживородна акула. Самиця народжує 2 акуленят завдовжки близько 20 см. Народження відбувається біля гирл річок. Репродуктивність акули незначна.
Загрози для людини не становить.

## Розповсюдження
Мешкає біля північно-східного узбережжя о. Нова Гвінея (акваторія держави Папуа Нова Гвінея).